# Orphinus convexus
Orphinus convexus is een keversoort uit de familie spektorren (Dermestidae). De wetenschappelijke naam van de soort werd in 1956 gepubliceerd door Maurice Pic.